# Эн, Анна
Анна Эн (нем. Anna Ehn; род. 1931) — австрийская христианка, получившая звание «Праведник народов мира» за помощь еврейской девочке Илоне Фридман (Кац) и её сестре в годы Холокоста. Одна из 115 праведников мира в Австрии.

## Биография
Анна Эн родилась в 1931 году и жила в Вене. Во время Второй мировой войны большинство местных мужчин были мобилизованы в армию. На пополнение трудовых ресурсов в Вену были отправлены евреи из венгерского города Дебрецен. Поскольку еврейские мужчины Дебрецена также были мобилизованы в трудовые батальоны венгерской армии, то на работу в Вену прибыли еврейские женщины и дети.
Когда бомбардировки Вены союзниками участились, детей из лагеря использовали для уборки улиц и кладбищ после таких атак. Условия жизни и труда еврейских работников были сносными и кардинально отличались от жизни в концлагере. Однако получаемый работниками продовольственный паёк был минимальным, дети часто голодали и просили еду на улицах.
Однажды по дороге в церковь в октябре 1944 года к Анне Эн подошла 13-летняя еврейская девочка Илона Кац, которая приехала в Вену с матерью и шестью братьями и сёстрами. Анна Эн пожалела голодного ребёнка и отдала ей часть еды, котлрая у неё была. Она пообещала Илоне каждый день давать ей что-нибудь поесть. Когда старшая сестра Илоны была тяжело ранена во время воздушного налета и доставлена в госпиталь СС, она попросила Анну Эн спасти сестру от отправки в лагерь смерти. Анна Эн обратилась в больницу и попросила врачей передать ей на попечение девочку. Поскольку врачи считали, что девочка не выживет, ей дали такое разрешение. Она взяла больную девочку к себе домой и ухаживала за ней три месяца, пока та не выздоровела. Это спасло ей жизнь.
26 октября 1978 года израильский Институт Катастрофы и героизма «Яд ва-Шем» присвоил Анне Эн почётное звание «Праведник народов мира».